# مستشفى الشهيد د.ثابت ثابت الحكومي
مستشفى الشهيد د. ثابت ثابت الحكومي أو مستشفى طولكرم الحكومي، وسابقًا مستشفى الجهاد،، هو أحد المستشفيات الحكومية الفلسطينية العاملة في الضفة الغربية. تبلغ قدرته السريرية نحو 129 سريرًا، ويعمل فيه نحو 356 موظفًا، موزعين على النحو التالي:
| توزيع القوى العاملة في المستشفى (2022) | توزيع القوى العاملة في المستشفى (2022) | توزيع القوى العاملة في المستشفى (2022) | توزيع القوى العاملة في المستشفى (2022) | توزيع القوى العاملة في المستشفى (2022) | توزيع القوى العاملة في المستشفى (2022) | توزيع القوى العاملة في المستشفى (2022) | توزيع القوى العاملة في المستشفى (2022) |
| إدارة وخدمات                           | مهن طبية مساندة                        | قابلة                                  | ممرض                                   | صيدلاني                                | طبيب أسنان واختصاصي                    | طبيب اختصاصي                           | طبيب عام                               |
| -------------------------------------- | -------------------------------------- | -------------------------------------- | -------------------------------------- | -------------------------------------- | -------------------------------------- | -------------------------------------- | -------------------------------------- |
| 82                                     | 45                                     | 19                                     | 145                                    | 7                                      | 0                                      | 19                                     | 39                                     |

## التاريخ
يعمل مستشفى طولكرم الحكومي منذ العهد العثماني حيث كان يسمى مستشفى الجهاد، كان وما زال المركز الأساسي للعلاج في محافظة طولكرم والمنطقة المحيطة.
أقام المستشفى توأمة مع مستشفى النجاح الوطني الجامعي لاستقدام أخصائيي أمراض كلى، والأعصاب وجراحة الأوعية الدموية للعمل في المستشفى. واعتمدته اليونيسيف كمستشفى صديق للطفل.
يعمل مستشفى طولكرم الحكومي بشبكة النظام المعلوماتي المحوسب (HIS)، من أجل أرشفة كافّة الإجراءات الطبية والتعامل معها بشكل سريع وأمن، والاستغناء عن الورق.

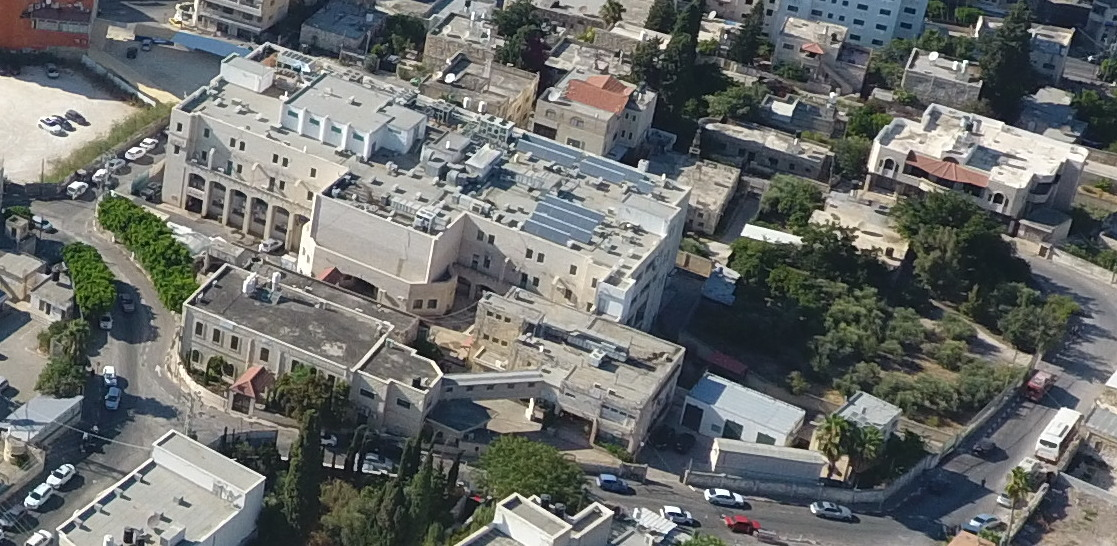
صورة جوية عام 2020 لمستشفى طولكرم الحكومي

## الخدمات
في عام 2016، قدم مستشفى طولكرم الحكومي خدماته لأكثر من 250 ألف مواطن من خلال أقسامه المتعددة وهي: الطوارئ، والعمليات، والجراحة العامة، والعناية المكثفة، والكلية الصناعية، وأقسام الباطني والقلب، والعظام، والنسائية والتوليد، والأطفال والحضانة، وقسم الأنف والأذن والحنجرة، بالإضافة إلى قسم الثلاسيميا، والأورام، والعلاج الطبيعي، والعيادات الخارجية، والمختبر وبنك الدم، والصيدلية والأشعة بما فيها التصوير الطبقي.

## أحداث

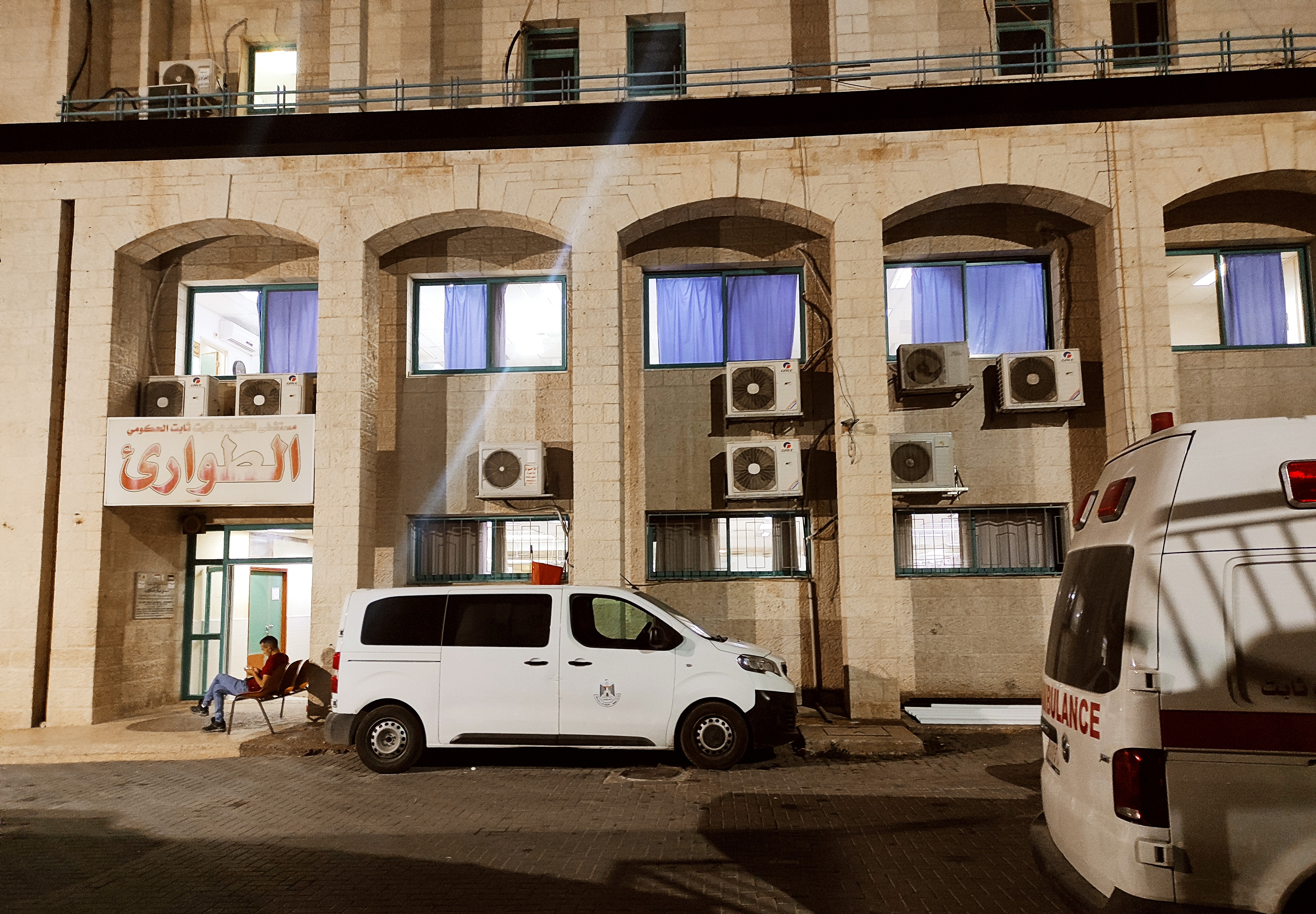
المستشفى ليلًا 2021

- في 5 أبريل 2020 قررت وزارة الصحة الفلسطينية تحويل المستشفى مؤقتًا إلى مركز لاستقبال وعلاج الحالات المشتبه بها و/أو المُصابة بمرض فيروس كورونا 2019،[6][7] وإغلاقه أمام الحالات المرضية العادية وتحويلها إلى مستشفى الزكاة في المدينة، وذلك بعدما تأكدت إصابة أحد مرضى المستشفى المقيمين بالمرض والذي توفي لاحقًا. وفي 18 أبريل 2020 أُعيد افتتاحه أمام المرضى بعد إفراغه وتعقيمه وإجراء بعض الترميمات.[8][9]

- خلال أحداث اجتياح طولكرم (2023–2024) فقد حاصر الجيش الإسرائيلي المشفى بشكلٍ مُطبق.